# أشلي هاريس
أشلي هاريس (بالإنجليزية: Ashley Harris)‏ (9 ديسمبر 1993 في المملكة المتحدة - ) هو لاعب كرة قدم بريطاني في مركز الهجوم. لعب مع نادي بورتسموث وهافانت أند ووترلوفيل ونادي تشيلمسفورد وبوغنور ريجيس تاون وGosport Borough F.C. ‏ وHorndean F.C. ‏.

## وصلات خارجية
- أشلي هاريس على موقع قاعدة بيانات كرة القدم.إي يو (الإنجليزية)
- أشلي هاريس على موقع Soccerbase.com (لاعب) (الإنجليزية)
- أشلي هاريس على موقع Soccerway.com (الإنجليزية)